# Otto von Kerpen
Otto von Kerpen (XII secolo – 1208) è stato il secondo Gran maestro dell'Ordine teutonico dal 1200 al 1208.

## Biografia
Otto proveniva da una famiglia di cavalieri dell'area del Reno risiedente nel castello di Kerpen. Da Gran Maestro si batté per rendere sempre più indipendente l'Ordine Teutonico dall'Ordine dei Templari e dai Cavalieri Ospitalieri.
Egli morì nel 1208 e venne sepolto ad Acri.